# John Barclay (rugbista)
John Adam Barclay (Hong Kong, 25 de septiembre de 1986) es un jugador británico de rugby nacido en el Hong Kong británico, que se desempeña como ala y juega en el Edinburgh Rugby del Pro14. Es internacional con el XV del Cardo desde 2007 y su actual capitán.

## Carrera
En mayo de 2018 los Scarlets anunciaron que Barclay se rompió el , por lo tanto estaría en baja seis meses hasta su recuperación y llegaría lesionado al Edinburgh Rugby, club al que fue transferido antes del incidente.

## Selección nacional
Fue seleccionado al XV del Cardo por primera vez por Frank Hadden para el listado de la Copa Mundial de Francia 2007, debutó contra los All Blacks en la derrota 40–0 y Barclay fue titular con solo 20 años.
Hasta la actualidad lleva 71 partidos jugados y 30 puntos marcados, productos de seis tries.

### Participaciones en Copas del Mundo
En Francia 2007 donde un joven Barclay fue reserva por detrás de los titulares Jason White y Kelly Brown, y el suplente Allister Hogg. Por ello solo jugó ante Nueva Zelanda y no marcó puntos, los escoceses avanzarían a la fase final pero serían derrotados en los cuartos de final por los Pumas.
En Nueva Zelanda 2011 Barclay fue titular indiscutido, el equipo venció a los Stejarii y a Georgia, pero en el duelo clave perdió ante Argentina y una semana más tarde cayó ante La Rosa quedando eliminados en la primera fase. Esta fue la peor participación de Escocia en el torneo.
| Mundial                       | Sede          | Resultado        | PJ | Tries |
| ----------------------------- | ------------- | ---------------- | -- | ----- |
| Copa Mundial de Rugby de 2007 | Francia       | Cuartos de final | 1  | 0     |
| Copa Mundial de Rugby de 2011 | Nueva Zelanda | Fase de grupos   | 3  | 0     |

## Palmarés
- Campeón del Pro14 de 2016-17.